# Abingdon (piantagione)
Abingdon (nota anche col nome di Alexander-Custis Plantation) fu una piantagione statunitense che tra XVIII e XIX secolo appartenne a diverse famiglie americane: Alexander, Custis, Stuart e Hunter. Il sito della piantagione si trovava nella contea di Arlington nello stato della Virginia.
Abingdon è nota per essere stata il luogo di nascita di Eleanor "Nelly" Parke Custis Lewis (31 marzo 1779 – 15 luglio 1852), una delle nipoti di Martha Washington e nipote adottiva quindi del presidente George Washington. Secondo diverse pubblicazioni, la piantagione di Abingdon sarebbe stato il primo luogo d'importazione di tutti gli esemplari progenitori di tutte le piante di Salix babylonica ancora oggi presenti negli Stati Uniti. Il Ronald Reagan Washington National Airport, che occupa buona parte dei terreni precedentemente parte della piantagione, contiene dei pannelli sulla storia del sito.

## Storia

### La famiglia Alexander
Le terre nelle quali la tenuta di Abingdon era originariamente compresa facevano parte di un territorio più vasto concesso con patente del 1669 al nocchiero Robert Howson per aver portato diversi coloni in Virginia. Howson, uomo di mare, vendette ad ogni modo ben presto la patente a John Alexander per 2700 kg di tabacco (usato per commerciare).
Alexander era discendente del clan MacDonald della Scozia ed era uno dei figli del conte di Stirling. Questi era immigrato in Virginia nel 1653 circa, si era insediato nella contea di Stafford ed era divenuto un planter, divenendo poi sovrintendente e capitano della milizia della contea locale. Quando Alexander acquistò la patente terriera di Howson, la patente copriva in tutto un'area di 3200 ettari (anche se nell'atto di vendita ne vennero contati solo 2400) nell'area a sudovest del fiume Potomac. Il sito si trovava a 3,2 km dalle sponde del fiume Potoma (presso l'area di Hunting Creek, al confine con l'attuale città di Alexandria in Virginia), confinante con l'area dell'attuale Arlington National Cemetery.
Dopo la morte di John Alexander nel 1677, uno dei suoi figli, Robert Alexander, acquisì la patente di Howson per eredità da suo fratello, Phillip Alexander. Nel 1735, Gerrard Alexander, un nipote di Robert Alexander, ereditò la parte nord del territorio compreso nella patente Howson. Nel 1746, una mappa preparata da Daniel Jennings mostrava come Gerrard Alexander fosse in possesso di una parte della patente Howson, posta a nord di Four Mile Creek. Poco dopo, nel 1749, il villaggio di Alexandria venne fondata nella parte a sud dell'area coperta dalla patente di Howson. Il villaggio venne così chiamato in onore di John Alexander e della sua famiglia, che provvide la terra necessaria per la fondazione dell'abitato. In 1761, Gerrard Alexander's will divided his estate between his sons, Robert, Phillip and Gerrard (2nd).

### Le famiglie Custis e Stuart
Nel 1778, John Parke Custis (soprannominato famigliarmente "Jacky"), figlio di Daniel Parke Custis e Martha Washington nonché figlio adottivo di George Washington, acquisì Abingdon ed i 400 ettari annessi della parte di Robert Alexander. Custis era desideroso di acquistare la piantagione per farne la sede della propria famiglia e dove trasferirsi, dal momento che la piantagione dalla prima metà del Settecento comprendeva anche una casa. Ad ogni modo Jacky Custis non fece un vero e proprio affare: nella transazione, Robert Alexander riuscì ad imporre delle condizioni tali da far lievitare il pagamento degli interessi sulla somma da versare da contratto (originariamente 12.000 sterline) a 48.000 nei 24 anni di tempo per terminare i pagamenti relativi all'acquisto. (secondo altre fonti fu invece il generale George Washington ad acquistare Abingdon per Custis.) Quando Washington seppe dei termini del contratto sottoscritti da Custis disse: "Nessuna piantagione in tutta la Virginia (ad eccezione di pochissime ben condotte) ha reso tanto quanto questa ai suoi proprietari".
Jacky Custis scelse Abingdon perché il sito era equidistante sia dalla casa degli Washington a Mount Vernon, sia dal possedimento della famiglia di sua moglie, Eleanor Calvert, a Mount Airy (attualmente compresa nel Rosaryville State Park, nel Maryland). Eleanor Calvert era una discendente di Cecilius Calvert, II lord Baltimora, membro del parlamento inglese e politico prominente nella colonia del Maryland.
Nell'anno 1778 Jacky Custis acquistò Abingdon ed in quella stessa annata i suoi vicini nella contea di Fairfax lo elessero quale loro delegato all'Assemblea Generale della Virginia. Poco dopo essersi spostato a Abingdon, la moglie di Custis diede alla luce la loro terza figlia, Eleanor (Nelly) Parke Custis il 31 marzo 1779. Nelly, le sue sorelle maggiori, Elizabeth Parke Custis Law e Martha Parke Custis Peter, ed il fratello minore, George Washington Parke Custis, crebbero alla tenuta di Abingdon.
Ad ogni modo, Jacky Custis contrasse una "febbre campale" nel 1781 durante la battaglia di Yorktown mentre era in servizio come aiutante di campo personale di Washington e morì poco dopo la notizia della resa del generale Cornwallis e degli inglesi con lui. Poco dopo, George Washington "adottò" i due figli minori di Custis, Nelly e George, e li portò a vivere con lui alla residenza degli Washington alla piantagione di Mount Vernon. Le primogenite, Elizabeth e Martha, rimasero ad Abingdon.
La vedova di Custis, Eleanor, si risposò nell'autunno del 1783 con un amico ed associato di George Washington, il dottor David Stuart.
Durante il periodo in cui il dottor Stuart ed Eleanor risiedettero ad Abingdon, il medico prestò servizio come delegato per la contea di Fairfax all'Assemblea Generale della Virginia e presso il presidente Washington il quale lo nominò membro di tre commissioni incaricate di stilare il piano di edificazione della nuova capitale federale. Nel 1791, il dottor Stuart ed altri membri delle commissioni decisero di chiamare la nuova capitale "City of Washington" nel "The Territory of Columbia" (vedi: Washington#Storia). Il dottor Stuart e sua moglie ebbero in tutto sedici figli, e almeno tre di questi (Anne Calvert Stuart, Sarah Stuart ed Ariana Calvert Stuart) nacquero ad Abingdon.
Sebbene John Parke Custis si fosse stabilito bene ad Abingdon, le sue finanze erano in condizioni disastrose per le sue poche capacità di gestione e per l'elevata tassazione in tempo di guerra. Dopo la sua morte nel 1781, gli amministratori della piantagione impiegarono un decennio per pagare i suoi debiti.
Dal momento che la proprietà era stata pagata con il continental currency, gli eredi di Gerrard Alexander colsero l'occasione dunque per citare in giudizio le famiglie Custis e Stuart per recuperare il loro denaro in moneta corrente. Dopo anni di questioni legali, Abingdon tornò a Robert Alexander nel 1792 per decisione del tribunale. Dopo la morte di Robert Alexander nel 1793, il tribunale stesso nominò dei commissari che divisero i 440 ettari di terreno in maniera equa tra due dei suoi figli, Robert e Walter. Nel 1800, Walter Alexander ottenne la proprietà di metà della proprietà a sud, che conteneva i 221 ettari di immediata dipendenza di Abingdon House.
Nel 1805, George Wise acquisì una porzione della piantagione di Abingdon, inclusa la casa. Altri acquirenti disperseo la parte di Abingdon appartenuta a Walter Alexander. La famiglia Wise visse ad Abingdon sino a quando il generale Alexander Hunter non acquisì 40 ettari di terreno della proprietà di Abingdon da George Wise e altri tra il 1835 ed il 1842.
Nel contempo in cui John Parke Custis acquistò Abingdon da Robert Alexander, egli acquisì inoltre i diritti terrieri su 450 ettari da Gerrard Alexander (II). Questo tratto posto più a nord, era separato da Abingdon da un tratto di 360 ettari che un altro fratello Alexander, Phillip, aveva ereditato e che era rimasto in possesso della famiglia Custis. George Washington Parke Custis, che ereditò queste terre da suo padre (John Parke Custis) successivamente fece costruire Arlington House sul tratto in suo possesso.

#### I salici piangenti
Secondo resoconti del XIX-XX secolo, John Parke Custis prestò servizio nello staff di George Washington durante l'assedio di Boston del 1775-1776 e divenne emissario presso le locali forze inglesi. Custis avrebbe qui fatto amicizia con un giovane ufficiale inglese dello staff del generale William Howe, V visconte Howe. Mentre si trovava a Cambridge (Massachusetts), l'ufficiale diede a Custis un ramoscello di salice piangente (Salix babylonica) che proveniva dal famoso albero di quella specie piantato da Alexander Pope a Twickenham e che era stato il primo esemplare di quel genere ad essere stato piantato in Inghilterra. L'ufficiale aveva conservato la pianta in una stoffa imbevuta di olio e acqua ed era intenzionato a piantarlo in loco. Ad ogni modo, dopo la sconfitta del suo esercito, aveva deciso di donarlo a Custis. Custis piantò quindi il ramoscello ad Abingdon. L'albero che ne nacque divenne quindi poi il progenitore di tutti gli alberi di salice piangente presenti negli Stati Uniti in quanto in quell'area non ne esistevano prima di allora.
Un albero molto antico, che potrebbe essere quello derivato dall'episodio narrato (per quanto non ve ne sia l'assoluta certezza) si trova nei pressi dell'attuale Arlington National Cemetery al confine nord dell'area di proprietà di George Washington Parke Custis (Arlington House). Secondo altri l'albero potrebbe essere quello piantato dal generale americano Horatio Gates all'entrata della sua fattoria di Rose Hill a Manhattan, ma tale pianta oggi non esiste più in quanto venne piantato all'incrocio di quelle che divennero poi la 3rd Avenue e la 22nd Street e venne tagliato nel 1860 con l'espansione della città di New York.

### La famiglia Hunter
Il generale Alexander Hunter, un discendente della famiglia Alexander che aveva presenziato alla battaglia di Bladensburg nel corso della guerra del 1812 come aiutante del reggimento dei volontari del distretto della Columbia, acquisì la tenuta di Abingdon dalla famiglia Wise e da altri. Il generale Hunter era un uomo ricco che aveva una posizione importante e dedicò molte sostanze e sforzi per abbellire ed arredare al meglio la sua casa ad Abingdon. Egli era inoltre amico personale del presidente statunitense Andrew Jackson. Jackson frequentemente lasciava Washington City per trascorrere le sue domeniche ad Abingdon come ospite di Hunter. Hunter esigeva ad ogni modo che da questi incontri fosse assolutamente bandita la politica. Oltre al presidente Jackson, il generale Hunter ospitò anche i presidenti John Tyler e James K. Polk ad Abingdon.
Una camera nel lato nordest di Abingdon House veniva chiamata la "stanza di George Washington" in quanto questa era la sala che il primo presidente statunitense occupava quando si recava in visita al figlio adottivo, John Parke Custis. Alcuni autori riportano come il generale Hunter avesse sistemato la casa ma non avesse mai pensato ad un suo ampliamento in grande stile ritenendo che se questa era stata sufficiente per accogliere Washington, dovesse bastare anche a lui.
Il generale Hunter morì nel 1849, concedendo Abingdon a suo fratello Bushrod Washington Hunter, sino a quando il figlio di quest'ultimo, Alexander Hunter, non avesse raggiunto la maggiore età. Bushrod Hunter aveva prestato servizio come tenente di vascello nella United States Navy nel 1846 durante la guerra messico-statunitense. Nel 1857, Bushrod Hunter si prestò come portabara al funerale di George Washington Parke Custis.

### La guerra civile americana
Quando iniziò la guerra civile americana scoppiò nel 1861, Bushrod e Alexander Hunter (II) lasciò la piantagione di Abindgon per aderire alle forze confederate. Nel corso della guerra, un reggimento unionista del New Jersey occupò la piantagione di Abingdon, ribattezzandola "Camp Princeton".
Nel 1862, il 37º Congresso degli Stati Uniti passò "un atto di raccolta di tasse dirette nei distretti insurrezionisti degli Stati Uniti".
Nel 1864, la United States Tax Commissioners confiscò Abingdon e la vicina piantagione di "Arlington Plantation" sulla base di questo atto dopo che i proprietari non erano riusciti a portarsi personalmente alla capitale per pagare le tasse annesse alle proprietà. (un affittuario si era offerto di pagare le tasse di Abingdon per conto del proprietario, Bushrod Hunter, ma l'ufficio governativo rifiutò il pagamento).) Il governo quindi sequestrò e poi vendette la proprietà di Abingdon a Lucius E. Chittenden, Register of the Treasury nell'amministrazione di Abraham Lincoln. Chittenden quindi affittò la proprietà a Henry M. Bennett.
Nel 1904, Alexander Hunter (II) pubblicò un libro (Johnny Reb and Billy Yank) nel quale riportò attentamente tutta la vicenda dalla guerra civile in poi. Nel libro, Hunter disse che suo padre (Bushrod Hunter) si era spostato con la famiglia ad Alexandria e nell'aprile del 1861 aveva abbandonato Abingdon. Scrisse anche come, apparentemente, la guerra avesse distrutto le strutture ed i paesaggi unici della tenuta:
 Vivevamo in una splendida proprietà di 650 acri presso il Potomac, tra Alexandria e Washington. Dubito ad ogni modo che in tutto il sud sia mai esistita un'abitazione di campagna più bella; la casa era costruita solidamente, come se dovesse sfidare i tempi, con bellissimi alberi, splendidi frutteti e i suoi terreni terrazzati, sentieri ghiaiosi che portavano al fiume a un quarto di miglio di distanza; gli splendidi fienili, le stalle con bei cavalli (dei quali mio padre, ufficiale di marina in pensione, andava particolarmente orgoglioso), il quartiere dei servitori, dove le vecchie famiglie e le nuove servivano i padroni in numero di cinquanta e più... La terra rimase anche dopo la guerra, ma fu l'unica.

### Dopo la guerra civile
Dopo la fine della guerra civile, Alexander Hunter (II), che al tempo aveva ereditato Abingdon, riuscì a recuperare le sue terre ricorrendo alla Corte Suprema degli Stati Uniti con disposizione del 21 marzo 1870 (Bennett v. Hunter) (76 U.S. (9 Wall.) 326 (1870)). James A. Garfield, un repubblicano membro della Camera dei Rappresentanti statunitense che era stato brigadiere generale nell'esercito unionista durante la guerra civile e che poi diverrà 20º presidente degli Stati Uniti, fu uno degli avvocati del team di Hunter. Come compensazione per il lavoro svolto, Garfield ricevette come compensazione 17 ettari della parte ovest della tenuta di Abingdon presso l'Alexandria Canal che Alexander Hunter aveva predisposto nel 1874 per la creazione del villaggio di Abington. Dopo essersi spostato alla Casa Bianca dopo la sua elezione a presidente, Garfield iniziò l'idea di costruirsi una casa di campagna sulla proprietà ottenuta. Gli eredi di Garfield possedettero questa parte della tenuta di Abingdon sino agli anni '20 del Novecento.
A seguito della guerra civile, Alexander Hunter (II) divenne impiegato al General Land Office dove rimase per i successivi 40 anni lavorativi. Nel 1877-1879, prestò servizio come delegato all'Assemblea Generale della Virginia e come County Clerk di Alexandria. Nel 1881, Hunter cercò di vendere Abingdon. Nel medesimo anno, vendette il resto della proprietà di Abingdon in asta alla Alfred Richards Brick Company. Quest'ultima parte della tenuta è oggi occupato dal Ronald Reagan Washington National Airport, Crystal City e dalle vicine Aurora Hills parte delle Aurora Highlands.

#### Hunter v. Hume
Abingdon divenne protagonista ancora una volta di una causa legale (Hunter v. Hume) che la Corte Suprema della Virginia analizzò il 18 giugno 1891. Alexander Hunter (II) tentò di recuperare da Hume l'ultimo pezzo di terra della tenuta di Abingdon posto tra Washington e il villaggio di Alexandria (oggi occupato dalla U.S. Route 1) ad est dell'Alexandria Canal (oggi South Eads Street) to the west. The Court ruled that the strip had rightfully passed to Hume.

### Industrializzazione
Nel 1896, la Washington, Alexandria and Mount Vernon Railway iniziò a costruire dei tram elettrici presso l'Alexandria Canal ad ovest di Abingdon. Dal 1902, questa rete ferroviaria iniziò a distribuire ai turisti un opuscolo che descriveva Abingdon come uno dei siti storici sulla tratta. Il libriccino mostrava indicata anche la casa di Abingdon (identificata come "luogo di nascita di Nellie Custis").
Nel 1900, la proprietà venne acquisita dalla New Washington Brick Company. La compagnia utilizzava delle trivelle a vapore per estrarre dal terreno argilla gialla dai campi di Abingdon per la produzione di mattoni utilizzati poi nell'ambito delle costruzioni civili ed industriali, e con la vicinanza di Washington, nei pressi delle cave questo commercio era assicurato. Nel 1912, le Daughters of the American Revolution riportarono sul loro giornale che Abingdon stava "gradualmente per essere mangiata dalle trivelle a vapore e va salvata dalle invenzioni moderne che minacciano di far crollare molti punti storici del paese." Ad ogni modo, l'Abingdon House serviva ancora nel 1922 come residente del sovrintendente della compagnia ed era in buone condizioni. Vivian Allwine Ford, la figlia minore del sovrintendente in carica, nacque ad Abingdon House nel 1912 e qui visse sino al 1922.

#### Struttura e paesaggio
La casa di Abingdon che ancora esisteva nel XX secolo era realizzata in pannelli di legno, di stile georgiano, con facciate ad est e ad ovest. La casa era dipinta di bianco e di verde, disponeva di un tetto a spioventi ed aveva un gruppo di grandi alberi su ciascun lato. Ad est si trovava il giardino principale di Abingdon dove la terra poi digradava lentamente verso il fiume Potomac. Le capriate interne erano di legno di quercia di 60 cm di diametro ciascuna. Aveva due piani e dei camini in mattoni rossi al termine della struttura a nord e a sud.

### Il deterioramento e incendio
Nel 1922, Lewis Smoot acquistò Abingdon House e 158 acri del possedimento originario. Smoot trapiantò qui delle siepi di bosso per circondare la casa dalla sua residenza di Washington. Nel 1924, Smoot vendette la proprietà alla Richmond, Fredericksburg and Potomac Railroad (RF&P), che aveva pianificato di utilizzare il terreno per realizzarvi l'estensione della propria rete (la Potomac Yard). Dal 1923 al 1927, i membri della famiglia Beckwith ottennero in affitto Abingdon House e lavorarono la terra della proprietà. Dopo che però anche i Beckwiths abbandonarono la casa, la RF&P cercò di vendere o cedere i materiali della casa per ridurre i costi della rimozione della struttura.
Progressivamente, prima del 1928, Abingdon House era stata ormai spogliata di buona parte di ciò che conteneva. Alcuni visitatori si accampavano nei pressi della tenuta e qualcuno iniziò a prendere liberamente dei mattoni della casa come souvenir. In quello stesso anno, però, la Washington Society di Alexandria chiese alla RF&P di evitare razzie sulla struttura che poteva essere restaurata e restituita al pubblico. La Mt. Vernon Memorial Highway (oggi George Washington Memorial Parkway) venne costruita sui terreni di Abingdon tra il 1929 ed il 1932.
Il 5 marzo 1930 un incendio distrusse Abindgon House. L'Association for the Preservation of Virginia Antiquities (APVA) (now named "Preservation Virginia") allora stabilizzò le rovine della casa. Nel 1933, la APVA commemorò il sito piazzandovi una targa storica.
Inoltre, il Civilian Conservation Corps (CCC) decise di intraprendere dei lavori sulle rovine di Abingdon, dove a metà degli anni '30 venne creato il George Washington Memorial Parkway. Il CCC costruì un parcheggio vicino, una strada di accesso appropriata al sito delle rovine, rendendole così ancora fruibili al pubblico. Il CCC inoltre promosse il restauro di ciò che rimaneva della casa, ovvero le tracce dei muri perimetrali della casa come doveva apparire al tempo in cui essa era abitata da Nelly Custis.
Per più di 50 anni le rovine di Abingdon rimasero in gran parte indisturbate malgrado le costruzioni circostanti e l'espansione del Washington National Airport, che aprì i battenti nel 1941, e la costruzione della vicina "Nelly Custis Airmen's Lounge". Fotografie scattate nel 1934 e negli anni '50 mostrano le condizioni delle rovine in quel periodo.

### La Metropolitan Washington Airports Authority
La Federal Aviation Administration del United States Department of Transportation e altre agenzie federali iniziarono a lavorare presso il Washington National Airport dal 1987. In quell'anno, l'aeroporto venne trasferito sotto la nuova Metropolitan Washington Airports Authority con contratto per 50 anni stabilito dal Metropolitan Washington Airports Act of 1986 (Title VI of Public Laws 99-500 e 99-591). Pertanto, la Airports Authority ottenne il controllo della proprietà di Abingdon, mentre il governo federale ottenne in affitto l'aeroporto.

Due anni dopo, nel 1989, la Airports Authority dichiarò di voler rimpiazzare il sito delle rovine di Abingdon House con un nuovo parcheggio sotterraneo. Intervenne a questo punto la sez. 106 del National Historic Preservation Act of 1966, e la Authority venne costretta a far compiere una serie di studi che descrissero la storia di Abingdon ed i suoi resti archeologici. Il rapporto finale, pubblicato nel 1991, prescrissero altre destinazioni per il sito. Il rapporto stabiliva:
…il Virginia Department of Historic Resources (State historic preservation office) ha concluso che non vi sono evidenze insufficienti a ritenere che le esistenti "rovine" possano essere associate a elementi importanti che vissero nella proprietà. Al presente non vi è evidenza concreta sulla struttura rappresentata dalle rovine.
Il rapporto finale consigliò dunque la creazione di un "museo" all'aria aperta per il sito che spiegasse ad ogni modo la storia di ciò che qui si trovava, col permesso di costruirvi un parcheggio multipiano nei pressi così da venire incontro alle esigenze richieste dalla proprietà.

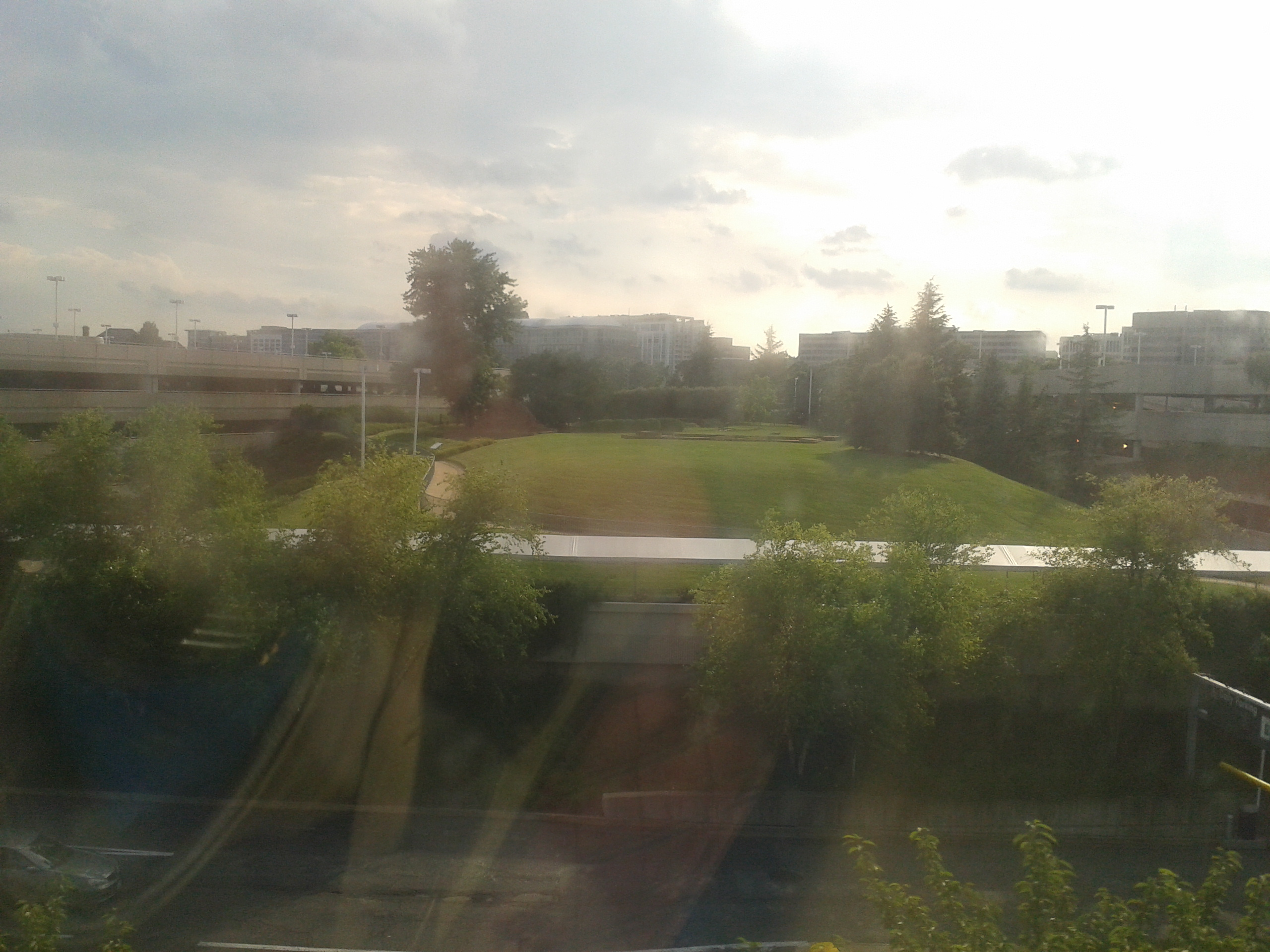
Il sito storico di Abingdon visto da ovest, dai binari della metropolitana che passa attraverso l'area dell'aeroporto vicino (2014).

Il permesso per l'area venne firmato nel 1992 dapprima dall'Assemblea Generale della Virginia e poi dal governatore in persona, L. Douglas Wilder. Il governo chiese all'Airports Authority di "fare tutti i passi necessari ad assicurarsi la preservazione del posto, il suo studio e la fruibilità al pubblico". Durante quel periodo, James Wilding, direttore generale dell'Airports Authority, iniziò gli scavi per la creazione del vicino parcheggio.
Nel 1994, l'Airports Authority stese un memorandum per lo stato della Virginia nel quale assicurava, tra le altre cose, che le risorse presenti sul sito sarebbero state protette anche durante lo sviluppo dell'aeroporto che si stava portando avanti. L'Authority emise anche nel marzo del 1994 un "Preservation Plan" che raccoglieva le misure che la stessa Authority era intenzionata a prendere per preservare, riparare e proteggere il sito.
Nel 1998, la stessa Airports Authority ha contrattato una serie di studi archeologici sul sito di Abingdon, preservando e ristrutturando ciò che rimaneva delle fondamenta. L'Authority ricollocò alcuni oggetti ritrovati sul sito nei pressi dell'aeroporto originale, attuale terminal A. Un pannello nel salone riporta il fatto che gli archeologi hanno trovato in tutto 37.000 oggetti sul sito di Abingdon dal 1988.
Sono state preservate le fondamenta di Abingdon House e della vicina cucina esterna, ma non tutto è ad oggi visibile. Parte dei mattoni originali sono stati utilizzati per rimarcare la pianta originale della casa con un muretto di 15 cm di altezza. Alcune parti hanno utilizzato materiale nuovo.
Quando il sito dell'aeroporto venne ristrutturato nel 1998, anche le rovine vennero restaurate.